# 白锦峰
白錦峰，男，中共党員，中國人民解放軍少將軍階。

## 履历
曾任中國人民解放軍總政治部幹部部副部長。中國人民解放軍國防大學政治部副主任。
2019年6月-國防大學研究生院副院長。